# پمولین
پمولین (انگلیسی: Pemoline) یک داروی محرک از خانوادهٔ «۴-اُکسازولیدینون» است که نخستین بار در سال ۱۹۱۳ میلادی ساخته شد، اما اثرات دارویی‌اش را تا دههٔ ۱۹۳۰ میلادی نمی‌شناختند. پمولین را با نام‌های تجاری مختلف برای درمان اختلال کم‌توجهی - بیش‌فعالی (ADHD) و حمله خواب استفاده می‌کردند و جزء داروهای کلاس ۴ محرک عصبی (غیر مخدر) محسوب می‌شود.
این دارو به‌سبب خطر ایجاد نارسایی کبدی در کودکان دیگر مورد تأیید سازمان غذا و داروی ایالات متحده آمریکا نیست و از بازار دارویی این کشور جمع‌آوری شده‌است.

## مکانیسم اثر
پمولین را یک دوپامینرژیک می‌دانند اما نحوهٔ دقیق عملکرد آن هنوز مشخص نشده‌است. این دارو از سد خونی مغزی می‌گذارد و نقش دوپامین را بازی می‌کند اما اثری بر دوپامین درون‌زاد بدن ندارد. از آنجایی که این دارو اثری بر گیرنده‌های آدرنالین ندارد، یک داروهای مقلد سمپاتیک نیست و عوارض جانبی آنها همچون خشکی دهان، کاهش اشتها، افزایش فشار خون، تندتپشی، انقباض عضلات صاف، فشار بر روی قلب، گشاد شدن مردمک چشم‌ها و بی‌خوابی را ندارد. برخی پژوهش‌ها نشان داده‌اند که پمولین اثرات نوتروپیک در مراکز حافظهٔ مغز دارد و قدرت حافظه را بیشتر و ساخت آران‌ای را در مغز یاری می‌کند.

## تداخلات دارویی
مصرف همزمان سایر محرک‌های عصبی و بازدارنده‌های مونوآمین اکسیداز در کسانی که پمولین استفاده می‌کنند، ممنوع است.

## سمیت کبدی
در برخی بیماران، مصرف پمولین با سمیت کبدی مرتبط بوده‌است و به همین دلیل سازمان غذا و داروی ایالات متحده آمریکا توصیه می‌کند که آزمایش‌های کبدی در کسانی که با آن درمان می‌شوند، به‌طور منظم انجام شود. از سال ۱۹۷۵ تا کنون، ۲۱ مورد نارسایی کبد با پمولین مشاهده شده که ۱۳ مورد منجر به پیوند کبد و مرگ گردیده‌است. حدود ۱–۲٪ از مصرف‌کنندگان این دارو دچار افزایش سطح آنزیم‌های ترانس‌آمیناز کبدی می‌شوند. با عنایت به این موضوع که طی ۲۵ سال گذشته، تنها در ایالات متحده آمریکا و کانادا، بیش از ۲۰۰٬۰۰۰ کودک مبتلا به اختلال کم‌توجهی - بیش‌فعالی و تعداد کمتری از بالغین و سالمندان جهت درمان سندرم خستگی مزمن و بی‌تفاوتی (آپاتی) تحت درمان با این دارو بوده‌اند، این تعداد عارضهٔ جدی کبدی به‌لحاظ آماری کم‌اهمیت است. با این حال، این عارضه ایدیوسینکراتیک و غیرقابل پیش‌بینی است و حتی بیماران گاهی برای ماه‌ها و سال‌ها بدون هیچ مشکلی دارو را مصرف می‌کنند، اما ناگهان دچار مسمومیت کبدی می‌شوند. برخی بیماران گاهی بدون هیچگونه افزایشی در آنزیم‌های کبدی، دچار نارسایی ناگهانی کبدی می‌شوند.
پمولین همچنان در ژاپن جهت درمان حمله خواب مصرف می‌شود، چرا که تاکنون گزارشی از سمیت کبدی در این کشور وجود نداشته و دوز مصرفی هم کمتر از آنی است که در ایالات متحده آمریکا تجویز می‌شد.
از سال ۲۰۰۵ میلادی آزمایشگاه ابوت و سازندگان ژنریک پمولین به‌سبب خطر مسمومیت کبدی آنرا از بازار آمریکا جمع‌آوری کردند.

## مصرف بیش‌ازحد
در صورت اُوِردوز، علائم کُره‌آتتوز در بیمار ظاهر می‌شود.

## ساخت
پمولین از تغلیط و ترکیب اتیل ماندلیک اسید راسمیک با گوانیدین حاصل می‌شود.

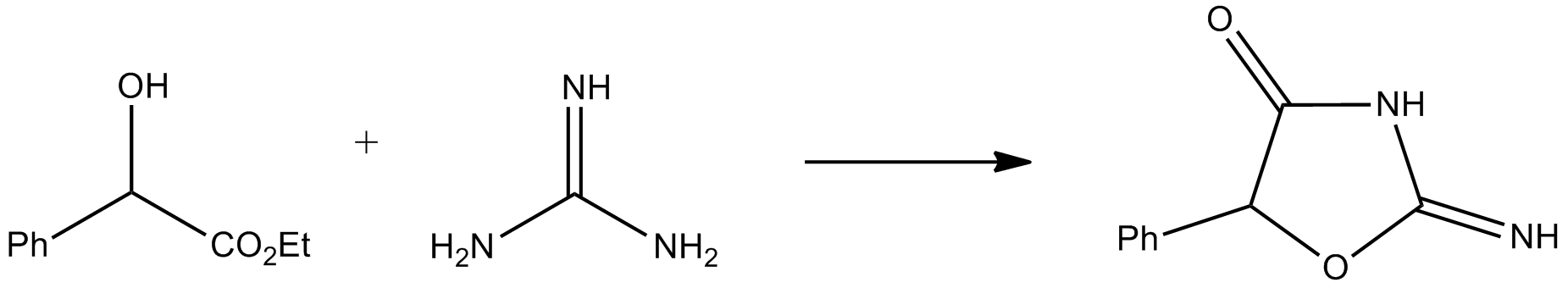
ساخت پمولین: